# Lípy u Vondrů
Lípy u Vondrů jsou památné stromy v Kostelní Bříze, jihozápadně od města Březová v okrese Sokolov v Karlovarském kraji. Čtyři lípy velkolisté (Tilia platyphyllos) byly vysazeny u kapličky západně od hřbitova v nadmořské výšce 608 m.  Obvody jejich kmenů měří 670, 273, 310 a 527 cm, koruny stromů dosahují do výšky 24 až 25 m (měření 1986). Všechny lípy jsou chráněny od roku 1984 pro svůj vzrůst, z nich dvě mohutnější i pro svůj věk.
AOPK ČR vyhlásila 2. května 2016 památné stromy, spolu s památným strom Lípa v Kostelní Bříze, nově pod společným názvem Lípy v Kostelní Bříze.

## Stromy v okolí
- Lípa v Kostelní Bříze
- Lípa u kostela (Kostelní Bříza)
- Kleny v Kostelní Bříze
- Sekvoj v Kostelní Bříze
- Javory v Arnoltově
- Lípa v Arnoltově
- Bambasův dub
- Pastýřský buk